# Uganda Revenue Authority Sport Club
Actualités
L'Uganda Revenue Authority (ou URA) est un club ougandais de football basé à Kampala. 

## Palmarès
- Championnat d'Ouganda (4)
  - Champion : 2006, 2007, 2009, 2011

- Coupe d'Ouganda (3)
  - Vainqueur : 2005, 2012, 2014
  - Finaliste : 2009, 2011

- Supercoupe d'Ouganda (1)
  - Vainqueur : 2007
  - Finaliste : 2005, 2014

- Coupe Kagame inter-club
  - Finaliste : 2007, 2008